# Музей Кунстпаласт
Музей Кунстпаласт (нем. Museum Kunstpalast) — художественный музей в немецком Дюссельдорфе, в районе Эренхоф, на северной границе городского центра.

## Общие сведения
Музей Кунстпаласт расположен в подковообразном комплексе, созданном в 1925—1926 годах на основе построенного в 1902 году архитектором Вильгельмом Крайсом дворца Кунстпаласт. В 1999—2000 годах произошла новая реконструкция музейного комплекса под руководством О. М. Унгерса. История же музея начинается с 1846 года, когда был создан Союз за открытие Дюссельдорфской художественной галереи. В 1928 году в нынешнем здании был открыт Художественный музей Дюссельдорфа, в состав которого, кроме собрания полотен и графической коллекции, вошли также экспонаты созданного в 1883 году Дюссельдорфского музея прикладного искусства и в 1928 — коллекция керамики из музея Хетьенс (Hetjens-Museum). В 1937 году, во время правления нвционал-социалистов в Германии, из фондов музея было изъято около 900 произведений, признанных нацистами относящимися к так называемому дегенеративному искусству.
Адрес музея Кунстпаласт: Kulturzentrum Ehrenhof, Ehrenhof 4-5, 40479 Düsseldorf.

## Коллекция
Собрание музея состоит из картинной галереи, в которой следует выделить три основных отделения. Это живопись старых мастеров, в том числе два крупноформатных полотна П. П. Рубенса и работы Л.Кранаха Старшего; живопись XIX века, в которой особо представлено немецкое искусство дюссельдорфской школы, а также работы классиков немецкой и швейцарской живописи А.Бёклина, М.Либермана, А.Менцеля, К. Д. Фридриха; живописное искусство XX века, в первую очередь немецких экспрессионистов: А.Маке, Ф.Марка, К.Рольфса, Л.Кирхнера, Э.Нольде и многих других. В собрание также входит коллекция графики, насчитывающая около 70 тысяч работ. 14 тысяч из них являются даром Академии художеств Дюссельдорфа и представляют собой рисунки и гравюры выдающихся немецких и итальянских художников XV—XX веков, таких как А.Альтдорфер, Микеланджело, П.Веронезе, Рафаэль.
Кроме живописи и графики, музей обладает коллекциями скульптуры и произведений прикладного искусства (мебели, посуды, различных изделий из тканей, украшений и предметов из драгоценных металлов). Собрание художественных изделий из стекла Хентрих (Hentrich) представляет произведения такого рода от античной и исламской эпох и вплоть до стеклянной и хрустальной посуды королевских дворов Европы XVII—XIX столетий.
В музее регулярно устраиваются тематические выставки. Так, с 28 апреля и по 12 августа 2012 года в музее Кунстпаласт проходила выставка «Эль Греко и модернизм» («El Greco und die Moderne»).

## Галерея

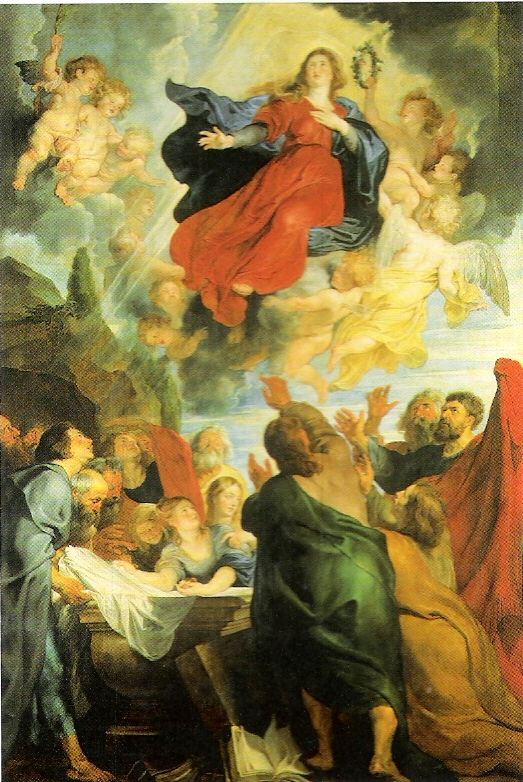
П.П.Рубенс, Вознесение Марии
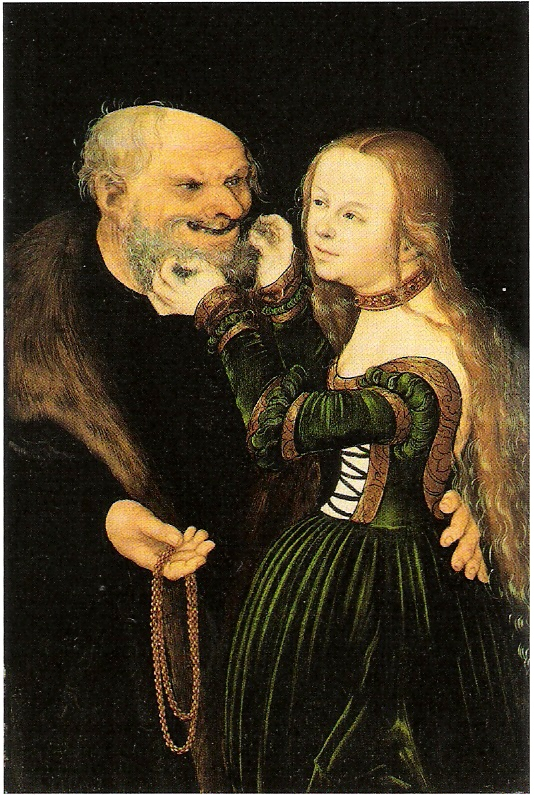
Л.Кранах Старший, Неравная пара
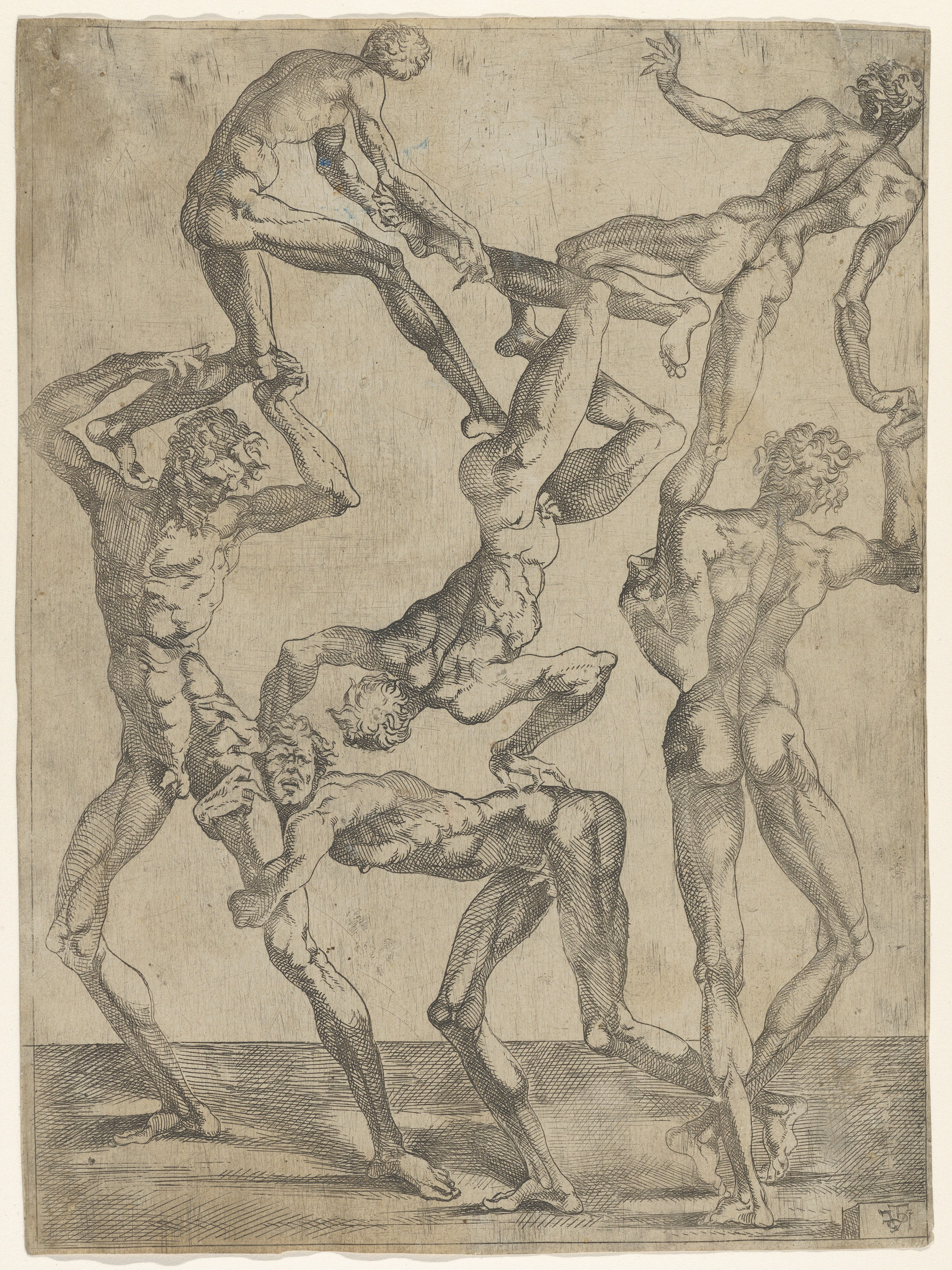
Жюст де Жюст, Пирамида из шести мужчин
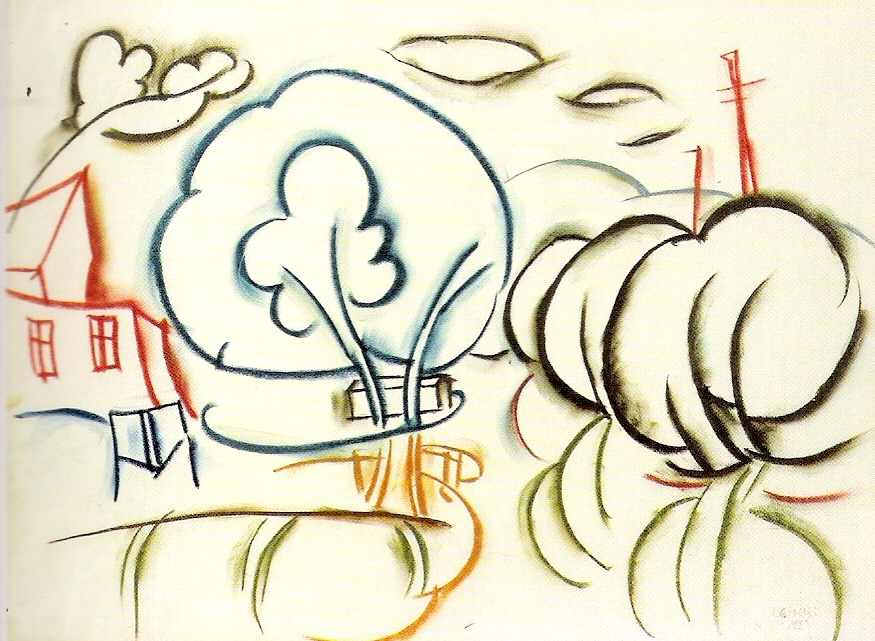
Вальтер Офей, Дом и деревья
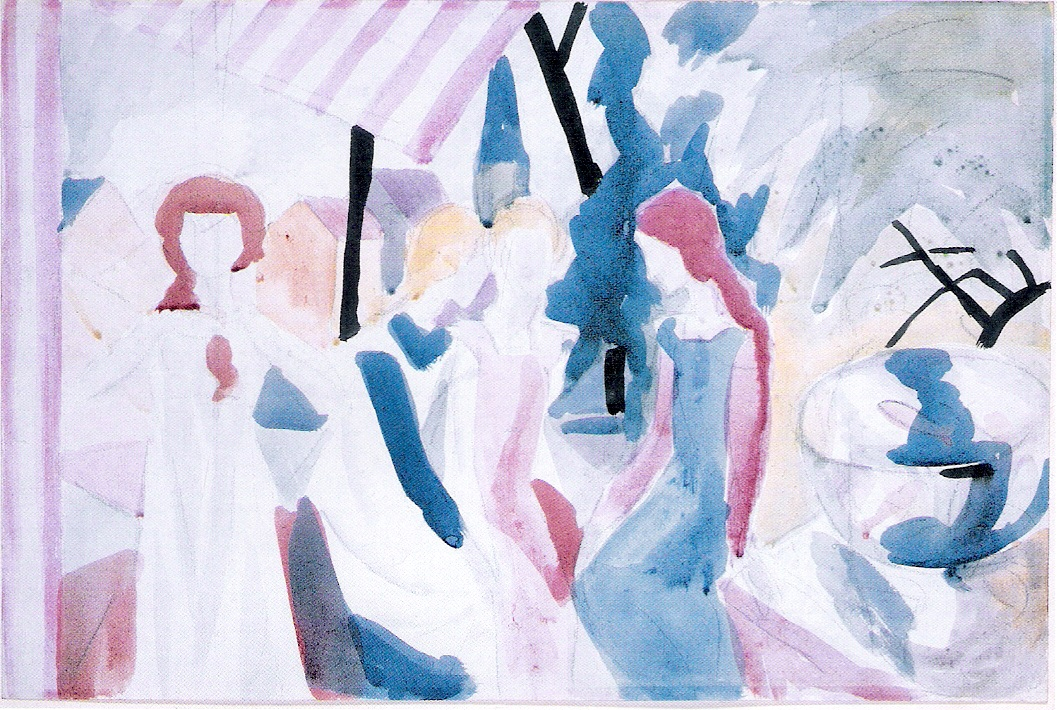
Август Маке, Четыре девочки
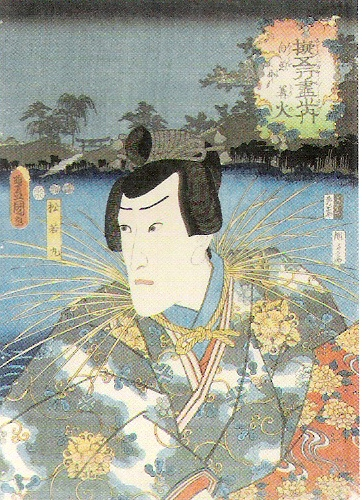
Утагава Кунисада, Исикаса Данджуро VIII (1852)
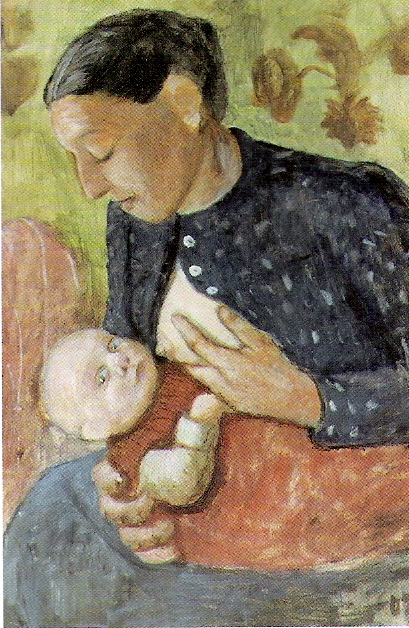
П.Модерсон-Беккер Кормящая мать
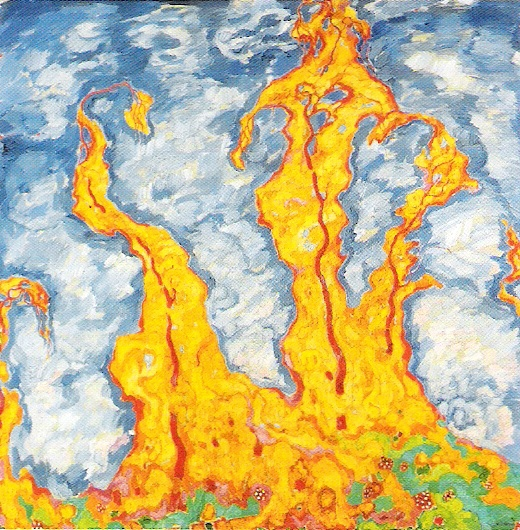
Вальтер Офей, Вакханалия
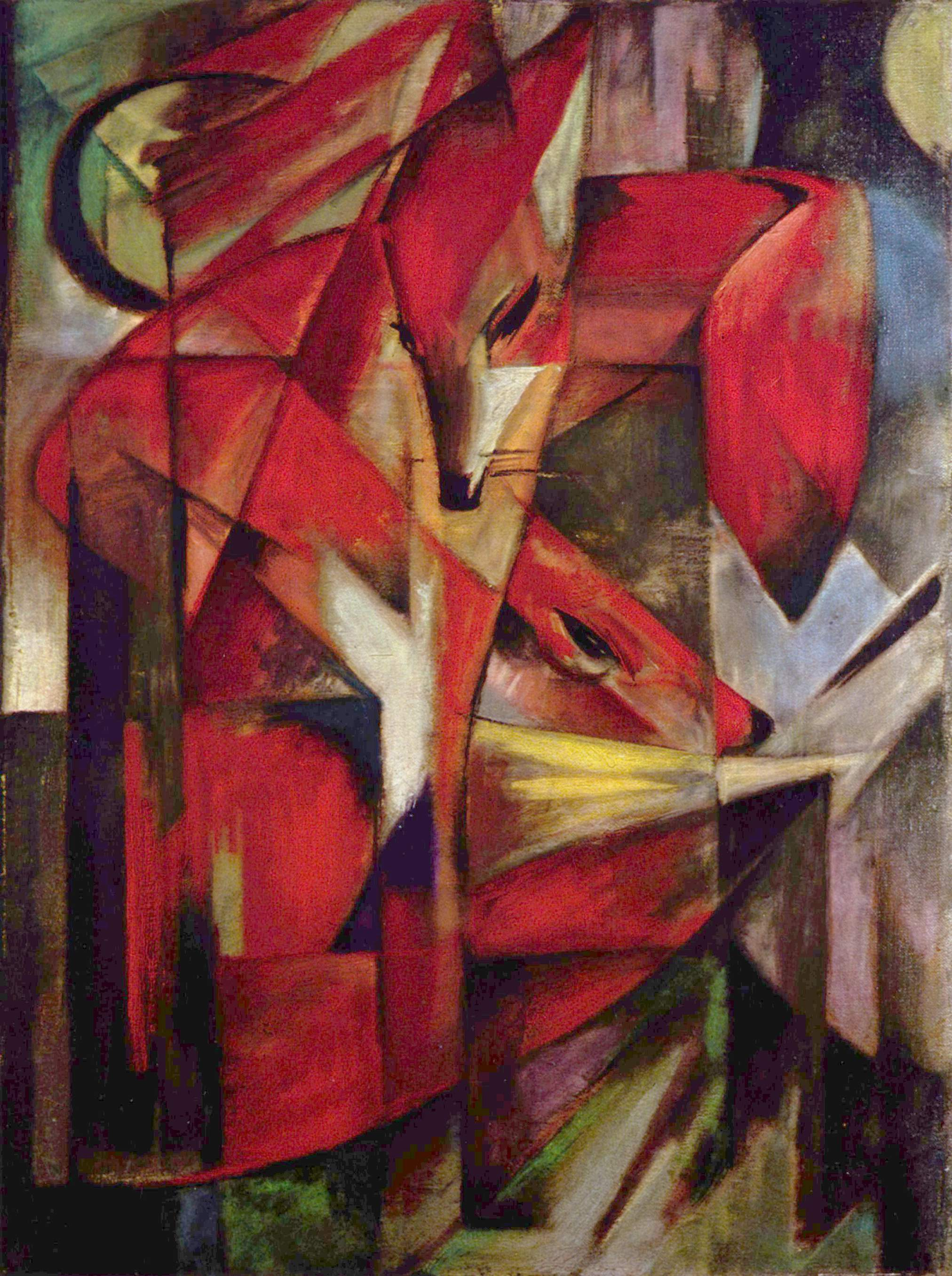
Франц Марк, Лисицы
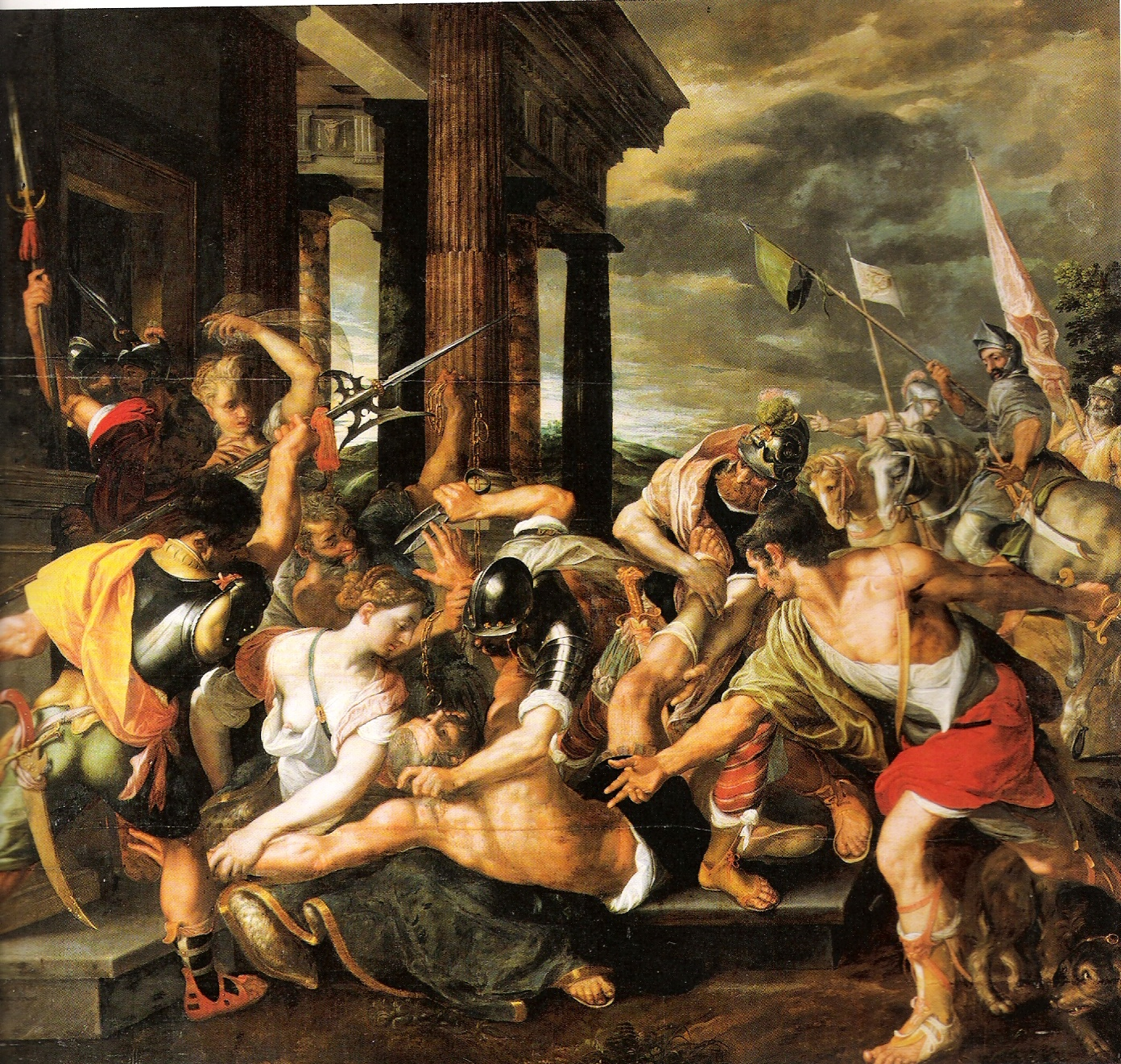
Й.ван Винге, Самсон и Далила

## Официальный сайт музея
- Сайт музея Кунстпаласт